# Tàngara d'antifaç
La tàngara d'antifaç (Sphenopsis melanotis) és un ocell de la família dels tràupids (Thraupidae).

## Hàbitat i distribució
Habita la selva pluvial, vegetació secundària, matolls i bambú dels Andes, del centre i sud de Colòmbia i sud-oest de Veneçuela, cap al sud, a través de l'Equador i Perú i centre de Bolívia.